# バリシアーゴルフリンクス

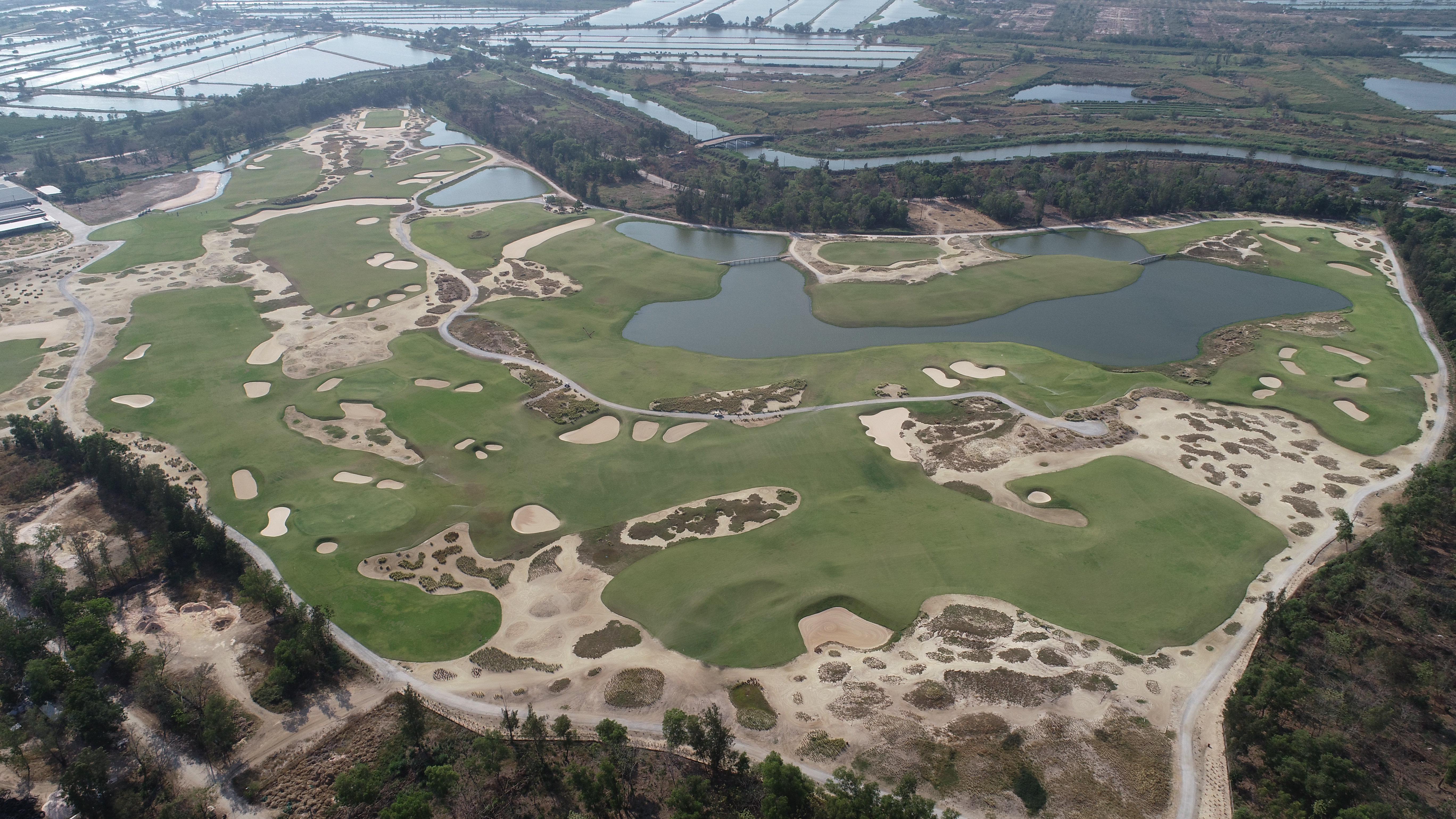

バリシアーゴルフリンクス (Ballyshear Golf Links、別名:BGL)はタイのバンコクにある18ホールのゴルフコース。

## 概要
場所はバンコク中心部から南東、車で約35分に位置する地区「バンラカット」に存在して、プライベートゴルフクラブ「バンラカットクラブ」のコース施設である。コースの全長は7,115ヤード、設計は米国のゴルフコース設計家ギル・ハンスにより行われた。コースのモチーフは世界中のゴルフ史家およびコース設計愛好家の間で伝説的な存在とされるリドーゴルフコース（1917年開場、第二次大戦中に閉場）である。リドーゴルフコースは英国の著名なゴルフライター、バーナード・ダーウィンがパインバレーゴルフクラブ（1918年開場）と同等と評価しており、バリシアーゴルフリンクスはその世界最高のコースとして名高いリドーゴルフコースに敬意を表し、当時の18ホールを再現して造られ、2021年9月に9ホールが開場、同年12月に残り9ホールが開場された。

## 経緯
バリシアーゴルフリンクスの開発は、かつて同地に存在した18ホールのゴルフコースKiarti Thanee Country Club （1997年～2017年）の再開発事業としてスタートした。
2017年6月、Kiarti Thanee Country Clubの保有会社Kiarti Thanee Country Club Co., Ltd.は2018年にプロジェクトが満期を迎えるにあたり、満期後、当該地は引き続きゴルフ事業として活用すること、そしてゴルフコースは新たなコース、新たなオペレーター(運営者)の下での事業とすることを決定した。そして、パートナーに日本のゴルフ場経営の専業である株式会社横浜国際ゴルフ倶楽部を指名した(株式会社横浜国際ゴルフ倶楽部は2006年よりタイ国内において複数のゴルフコースの運営に携わっていたことから指名された)。
2018年になると、新ゴルフコースの開発主体と完成後の運営は株式会社横浜国際ゴルフ倶楽部が行い、コース設計は株式会社横浜国際ゴルフ倶楽部の指名により米国のゴルフコース設計家ギル・ハンスに依頼することで合意がなされた。

## 開発
2017年2月～2018年2月、設計家ギル・ハンスならびにパートナーのジム・ワグナーは、何度も同地を訪れ、新ゴルフコース設計の方向性について検討を重ねた。
その結果、新ゴルフコースの設計はKiarti Thanee Country Clubのリノベーションではなく、用地を更地化して全く新しいレイアウトを作ること、そして、用地には大量の土を搬入してアンジュレーションを持たせたゴルフコースを作ることになった。
2017年12月、Kiarti Thanee Country Clubは計画通り閉場となり、同地で新ゴルフコースの開発が始まった。
設計にあたり、ギル・ハンスは新たなゴルフコースがデルタ地域の平坦な地形に立地していることに着眼し、米国ニューヨーク・ロングアイランドの海岸線にかつて実在したリドーゴルフコースにヒントを得て、設計を行った。そのリドーゴルフコースは米国最高のゴルフコース設計家チャールズ・ブレア・マクドナルドにより造られたコースで、チャールズ・ブレア・マクドナルドはその他にシカゴゴルフクラブ（1894年）およびナショナルゴルフリンクスオブアメリカ（1911年）も手掛けたゴルフコース設計家である。チャールズ・ブレア・マクドナルドが手掛けたリドーゴルフコースの造成は、建設エンジニア、セス・レイノアと協同して、樹木のない115エーカーの湿地帯をリノベーション等行うとともに、コースの高さを海岸レベルに合わせるため、約200万立方ヤードの砂を移動させてコースを完成させた。こうして誕生したリドーゴルフコースは、米国および英国において人工的に造られた初めてのコースである。
ギル・ハンス自身はバンラカットクラブの再開発プロジェクトの中心となるバリシアーゴルフリンクスへのコースリノベーションにあたり、リドーゴルフコースの理論および哲学をコンセプトにスタッフとともに、先ずは用地内の芝、樹木を撤去し、造成を開始した。なお、このゴルフコース名は、ギル・ハンス の提案で付けられており、チャールズ・ブレア・マクドナルドがロングアイランドに住居としていた「バリシアー」という不動産の名称が由来とされている。

## 設計・施工
ハンス・ゴルフ・デザインのパートナーであるギル・ハンスおよびジム・ワグナーは、近年では、2016年ブラジルリオデジャネイロのオリンピックゴルフコース新造を始め、米国フロリダ州ストリームソングリゾートのブラックコース、米国ジョージア州ウーピーマッチクラブ、米国ノースカロライナ州パインハースト#4のリノベーションを手掛けたほか、全米オープン開催コースのニューヨーク州ウィングドフットウェストコース(2020年開催)、マサチューセッツ州カントリークラブ(2022年開催)およびカリフォルニア州ロサンゼルスCCノースコース(2023年開催)など、クラシックデザインで設計された全米オープン開催前リノベーションを多数手掛けていることから、別名「オープンドクター」とも呼ばれている。
なお、バリシアーゴルフリンクスは、ハンスゴルフデザインによるアジア初のプロジェクトである。

## ホール構成
| バリシアーゴルフリンクス | バリシアーゴルフリンクス | バリシアーゴルフリンクス | リドーゴルフ   | リドーゴルフ | リドーゴルフ |
| ホール名                 | ヤーデージ               | パー数                   | ホール名       | ヤーデージ   | パー数       |
| 1. First                 | 407                      | 4                        | 1. First       | 384          | 4            |
| 2. Dog’s Leg             | 510                      | 4                        | 2. Plateau     | 421          | 4            |
| 3. Eden                  | 206                      | 3                        | 3. Eden        | 175          | 3            |
| 4. Channel               | 606                      | 5                        | 4. Channel     | 466          | 5            |
| 5. Cape                  | 455                      | 4                        | 5. Cape        | 378          | 4            |
| 6. Plateau               | 407                      | 4                        | 6. Dog’s Leg   | 493          | 5            |
| 7. Hog’s Back            | 506                      | 5                        | 7. Hog’s Back  | 469          | 5            |
| 8. Biarritz              | 217                      | 3                        | 8. Ocean       | 234          | 3            |
| 9. Leven                 | 330                      | 4                        | 9. Leven       | 357          | 4            |
| OUT                      | 3,644                    | 36                       | OUT            | 3,615        | 37           |
| 10. Alps                 | 405                      | 4                        | 10. Alps       | 414          | 4            |
| 11. Lagoon               | 440                      | 4                        | 11. Lagoon     | 408          | 4            |
| 12. Punch Bowl           | 465                      | 4                        | 12. Punch Bowl | 433          | 4            |
| 13. Knoll                | 327                      | 4                        | 13. Knoll      | 316          | 4            |
| 14. Short                | 132                      | 3                        | 14. Short      | 148          | 3            |
| 15. Strategy             | 381                      | 4                        | 15. Strategy   | 404          | 4            |
| 16. Redan                | 207                      | 3                        | 16. Redan      | 206          | 3            |
| 17. Long                 | 616                      | 5                        | 17. Long       | 563          | 5            |
| 18. Home                 | 498                      | 4                        | 18. Home       | 424          | 4            |
| IN                       | 3,471                    | 35                       | IN             | 3,448        | 35           |
| TOTAL                    | 7,115                    | 71                       | TOTAL          | 7,063        | 72           |
| ------------------------ | ------------------------ | ------------------------ | -------------- | ------------ | ------------ |

チャールズ・ブレア・マクドナルドとセス・レイノアはリドーゴルフコースを含む12コース以上のプロジェクトを手掛けた。両氏が手掛けたプロジェクトの特徴は特定したホールをテンプレート化したことにあり、その特徴は当時の米国ではユニークな建築家として受け入れられた。チャールズ・ブレア・マクドナルドはこの取り組みについて、「理想的なホールの再現」と提唱した。実際、リドーゴルフコースの各ホールは現存するホールデザインに触発され造成されたものである。そのホールデザインは、例えば、スコットランドに現存するノースベリックのレダン、イングランドに現存するリトルストーンのチャンネルなど様々なホールがあり、欧州的ではないホールも現存している。チャールズ・ブレア・マクドナルド自身がロングアイランドの東端に造成したいくつかのホールは、1911年に開場したナショナルゴルフリンクスオブアメリカのケープホールに影響を受けたと言われている。
バリシアーゴルフリンクスの18ホールはリドーゴルフコースの再現であり、その再現はチャールズ・ブレア・マクドナルドとセス・レイノアが推奨したクラシック理論に基づくコース造成であった。そのクラシック理論に裏付けされたテンプレートはほぼ忠実に再現されており、唯一異なる点はプラトーとドッグレッグホールの順番が入れ替えられていることである。もっともリドーゴルフコースのすべてのホールがクラシック理論およびチャールズ・ブレア・マクドナルドのオリジナルを踏襲しているわけではなく、それはバリシアーゴルフリンクスでも同じである。なお、チャールズ・ブレア・マクドナルドの18番と6番のホールデザインは英国の雑誌「Country Life」が開催したデザインコンテストに由来する。そのデザインコンテストにおいて、当時無名の外科医陸軍衛生兵アリスター・マッケンジーの作品が大賞に輝き、リドーゴルフコースの18番ホールのデザインに採用され、また、準優勝セス・レイノアの作品ドッグレッグ（犬の足）がリドーゴルフコースの6番ホールのデザインに採用された。ちなみにドッグレッグの設計概念は左右に著しく曲がるホールのニックネームとして定着しており、バリシアーゴルフリンクスでは2番パー4に採用されている。

## バンラカットクラブ
2019年に設立された会員制のゴルフクラブである。
クラブハウスは隈研吾建築都市設計事務所ならびにタイのデザイン企業Febler Image による設計。